# Mutakkil-Aszur
Mutakkil-Aszur (akad. Mutakkil-Aššur, tłum. „Tym, który wzmacnia zaufanie, jest Aszur”) – wysoki dostojnik asyryjski, gubernator prowincji Guzana za panowania króla Sargona II (722-705 p.n.e.); w 706 r. p.n.e. pełnił urząd limmu (eponima). Za jego eponimatu - zgodnie z asyryjską kroniką eponimów - ukończono budowę Dur-Szarrukin, nowej asyryjskiej stolicy.